# Ferdinand Rüegg
Ferdinand Rüegg (* 20. April 1847 in Goldingen; † 14. Oktober 1913 in Tübach) war ein römisch-katholischer Bischof von St. Gallen.

## Leben
Ferdinand Rüegg wurde als Sohn des Landwirts Balz Christian Rüegg geboren und wuchs in einem, im 16. Jahrhundert errichteten, Bauernhof in Müesliegg in Goldingen auf.
Er besuchte das bischöfliche Knabenseminar St. Georgen in St. Gallen und studierte Philosophie und Theologie bei den Jesuiten in Innsbruck.
Am 6. November 1870 erhielt er die Priesterweihe in St. Gallen und war von 1870 bis 1874 Lehrer und Präfekt am Knabenseminar St. Georgen, bis zu deren Auflösung 1874; anschliessend war er von 1874 bis 1877 Pfarrer von Mogelsberg und von 1877 bis 1880 in Lichtensteig. 1880 wurde er Residentialkanonikus und Regens in St. Gallen. In diesen Ämtern blieb er bis zu seiner Ernennung 1889 zum Domdekan und Offizial. Am 10. Juni 1906 wurde er durch Erzbischof Sebastian Gebhard Messmer von Milwaukee (USA) zum Bischof von St. Gallen geweiht und blieb bis zu seinem Tod in diesem Amt.
Nach seiner Wahl zum Domdekan erwarb er 1890 auf Wunsch des Vatikans den Titel Dr. theol.
Als bevorzugter Mitarbeiter und Nachfolger von Bischof Augustin Egger (1833–1906) mied er bewusst die kirchenpolitischen Auseinandersetzungen und stellte die religiöse Arbeit in den Vordergrund, indem er sich unter anderem für die Kommuniondekrete von Papst Pius X. einsetzte.
Sein Nachfolger wurde Robert Bürkler (1863–1930).

## Schriften (Auswahl)
- Leichenrede auf den hochwürdigen Hrn. Canonicus und Decan Theodor Ruggle in Gossau. St. Gallen, 1891.
- Trauerrede am 15. März 1906, anlässlich der Beisetzungsfeier des hochwst. Herrn Bischofs Dr. Augustinus Egger. Linth-Blätter, 1906, Nr. 14.
- Der apostolische Gruß: "Gnade sei Euch und Friede". St. Gallen 1906.
- Schützet die Unschuld! St. Gallen: Buchdruck der Ostschweiz, 1907.
- Die Erziehung der reiferen Jugend Fastenmandat des Ferdinandus. 1908.
- Ansprache des hochwürdigsten Landesbischofs Dr. Ferdinandus Rüegg: gehalten anlässlich des II. appenzellischen Katholikentages. 1910.
- Die öftere heilige Kommunion. 1910.
- Die katholische Zentralsteuer: ein Wort an die Priester und Gläubigen des Kantons St. Gallen. 1911.
- Das heilige Messopfer: ein Wort der Belehrung und Aufmunterung an das katholische Volk. Einsiedeln; New York: Benziger & Co: Benziger Brothers, 1912.
- Die Apostelgeschichte dem christlichen Volke zur Betrachtung vorgelegt. Einsiedeln Benziger 1914.